# 绍伊尔费尔德
绍伊尔费尔德是德国莱茵兰-普法尔茨州的一个市镇。总面积2.66平方公里，总人口2054人，其中男性1012人，女性1042人（2011年12月31日），人口密度772人/平方公里。